# Rippel

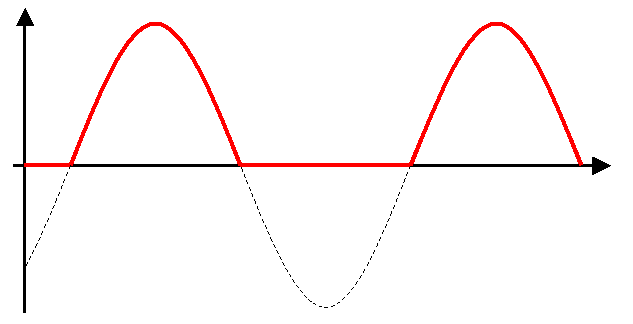
Kurvan för en halvvågslikriktad enfaskrets. Ripplet är lika stort som toppspänningen då spänningen varierar mellan noll och dess toppvärde.

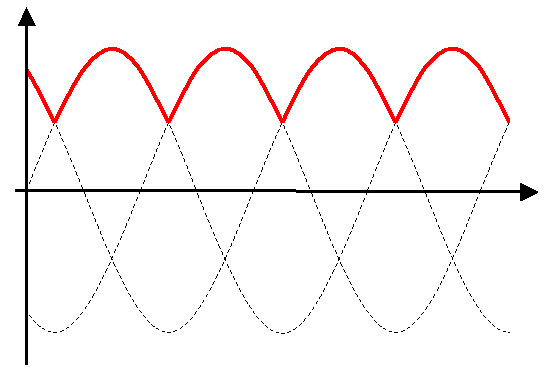
En halvvågslikriktad sinusvåg för trefas. Ripplet är mindre än i bilden ovan då spänningen (den röda linjen) inte tillåts sjunka lika lågt.

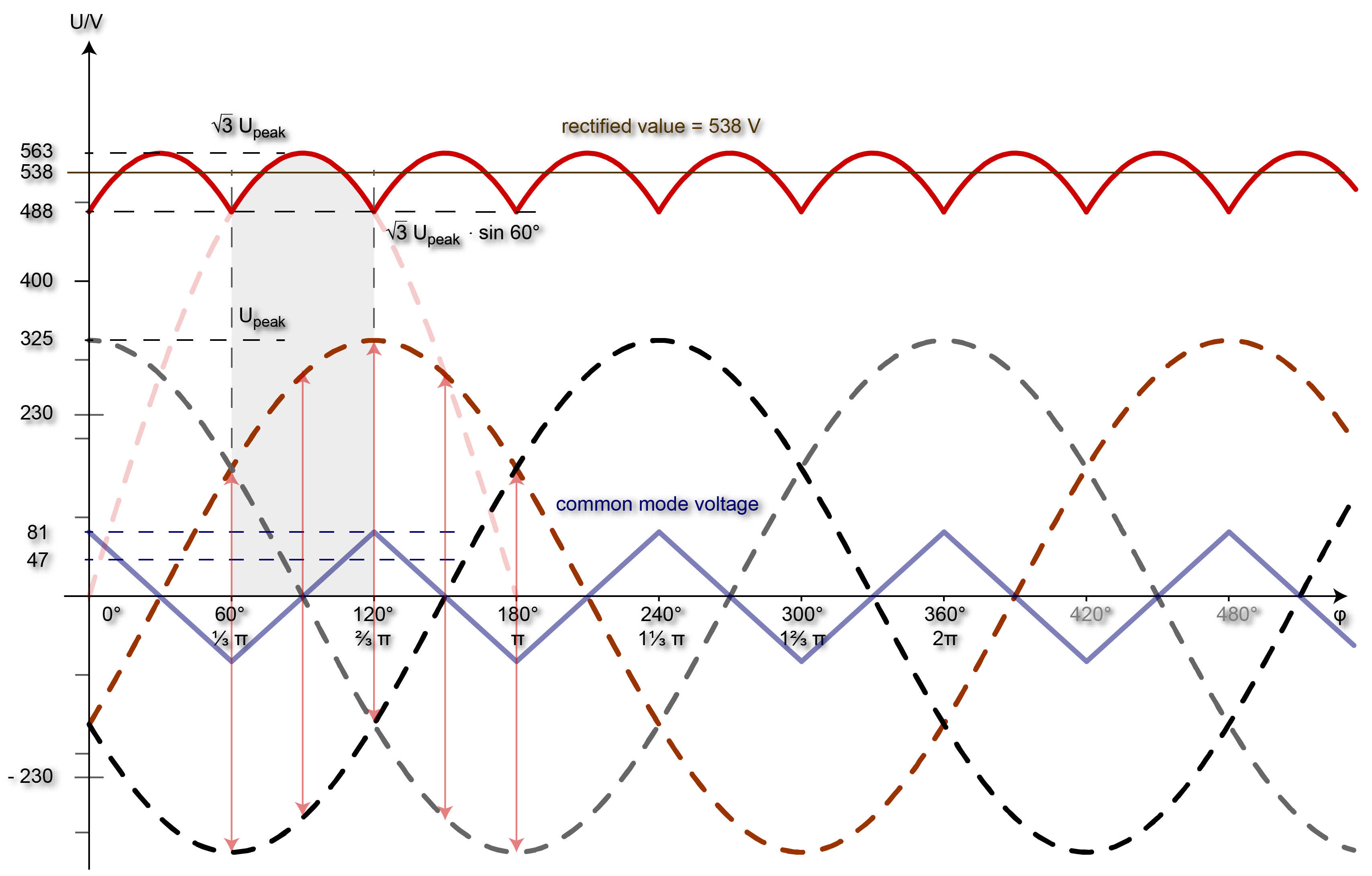
Kurvan för en helvågslikriktad sinusvåg för trefas. Ripplet har ytterligare minskats och en någorlunda jämn likström har skapats.

Rippel, eller  brumspänning är den ojämnhet som finns kvar efter att man har likriktat växelströmmen. Ripplet är alltså skillnaden mellan strömmens eller spänningens högsta respektive lägsta värde. För att ta bort rippel glättar man strömmen.

## Frekvensrippel

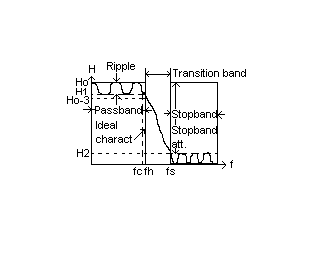
Rippel i frekvensplanet

Rippel kan också finnas i frekvensplanet som hos vissa filter såsom Tjebysjovfilter. Man definierar frekvensripplet enligt figur. Transition band kallas också för övergångsband.